# Movimento dos Trabalhadores Rurais sem Terra
Movimento dos Trabalhadores Rurais sem Terra (MST) é um movimento de ativismo político e social brasileiro. De inspiração marxista, teve origem na oposição ao modelo de reforma agrária imposto pela ditadura militar brasileira, principalmente nos anos de 1970, que priorizava a colonização de terras devolutas em regiões remotas, com objetivo de exportação de excedentes populacionais e integração estratégica. Contrariamente a este modelo, o MST busca fundamentalmente a redistribuição das terras improdutivas.

## História
O MST foi criado em 24 de janeiro de 1984 por trabalhadores rurais, defendendo que a expansão da fronteira agrícola, os megaprojetos — dos quais as barragens são o exemplo típico — e a mecanização da agricultura contribuíram para eliminar as pequenas e médias unidades de produção agrícola e concentrar a propriedade da terra. Paralelamente, o modelo de reforma agrária adotado pelo regime militar priorizava a "colonização" de terras devolutas em regiões remotas, tais como as áreas ao longo da rodovia Transamazônica, com objetivo de "exportar excedentes populacionais" e favorecer a integração do território, considerada estratégica. Esse modelo de colonização revelou-se, no entender do movimento, inadequado e eventualmente catastrófico para centenas de famílias, que acabaram abandonadas, isoladas em um ambiente inóspito, condenadas a cultivar terras que se revelaram impróprias ao uso agrícola.
Nessa época, intensificou-se o êxodo rural — abandono do campo por seus habitantes —, com a migração de mais de 30 milhões de camponeses para as cidades, atraídos pelo desenvolvimento urbano e industrial, durante o chamado "milagre brasileiro". Grande parte deles ficou desempregada ou subempregada, sobretudo no início dos anos 1980, quando a economia brasileira entrou em crise. Alguns tentaram resistir na cidade e outros se mobilizaram para voltar à terra. Desta tensão, movimentos locais e regionais se desenvolveram na luta pela terra. Em 1984, apoiados pela Comissão Pastoral da Terra, representantes dos movimentos sociais, sindicatos de trabalhadores rurais e outras organizações reuniram-se em Cascavel, Paraná, no 1º Encontro Nacional dos Trabalhadores Rurais Sem Terra, para fundar o MST.
Apesar de os movimentos organizados pela reforma agrária no Brasil serem relativamente recentes, remontando apenas às ligas camponesas — associações de campesinato que existiam durante as décadas de 1950 e 1960 — o MST entende-se como herdeiro ideológico de todos os movimentos de base social camponesa ocorridos desde que os portugueses entraram no Brasil, quando a terra foi dividida em sesmarias por favor real, de acordo com o direito feudal português, o que excluiu em princípio grande parte da população do acesso direto à terra. Contrariamente a esse modelo concentrador da propriedade fundiária, o MST declara buscar a redistribuição das terras. Desde o início do movimento em 1985 foram assassinados 1722 militantes, segundo a Comissão Pastoral da Terra.
A Reforma Agrária Popular, defendida pelo MST, trabalha novas relações sociais e de poder. Trata-se de um projeto popular de sociedade anticapitalista que articula a luta pelo direito à terra, o debate das questões ambientais, as sementes como patrimônio coletivo dos povos, a produção de alimentos saudáveis, a educação e a cultura na busca e defesa dos direitos sociais e condições de vida digna para todos.
O Movimento luta para construir um mundo sem exploração, injustiça e desrespeito. Isto traz a obrigação de enfrentar opressões presentes no campo, como a LGBTfobia. Assim, como fruto da auto-organização dos sujeitos sem terra, o MST incorporou o fortalecimento da luta dos indivíduos LGBTIA+ assentados e acampados. O espaço interno de debate se transformou no coletivo LGBT Sem Terra, criado em 2015 para abarcar o debate sobre diversidade sexual e de gênero como uma das bandeiras de luta relacionadas ao projeto de Reforma Agrária Popular. Todas estas movimentações só se dão com a justificativa da exclusão histórica das pessoas LGBT do campo brasileiro, relações expressas por forças hegemônicas vinculadas ao patriarcado e ao capitalismo. Sendo assim, o MST reconhece a diversidade dos sujeitos que constroem a luta pela Reforma Agrária Popular, afirmando o respeito e sinalizando condições para a inserção de todos os indivíduos nas instâncias organizativas do movimento, nos assentamentos e acampamentos, na militância e nas ações que os fazem sujeitos dessa construção.
O MST atua na produção de alimentos e realiza a distribuição de produtos da reforma agrária para serem comercializados nas cidades. Foi reconhecido pelo Instituto Riograndense do Arroz (Irga) como o maior produtor de arroz orgânico do Brasil, além de liderar a produção de soja livre de transgênicos.
O movimento tem cerca de 450 mil famílias assentadas e 90 mil acampadas, organizadas em 24 estados.

## Manifestações públicas e ocupação de terras

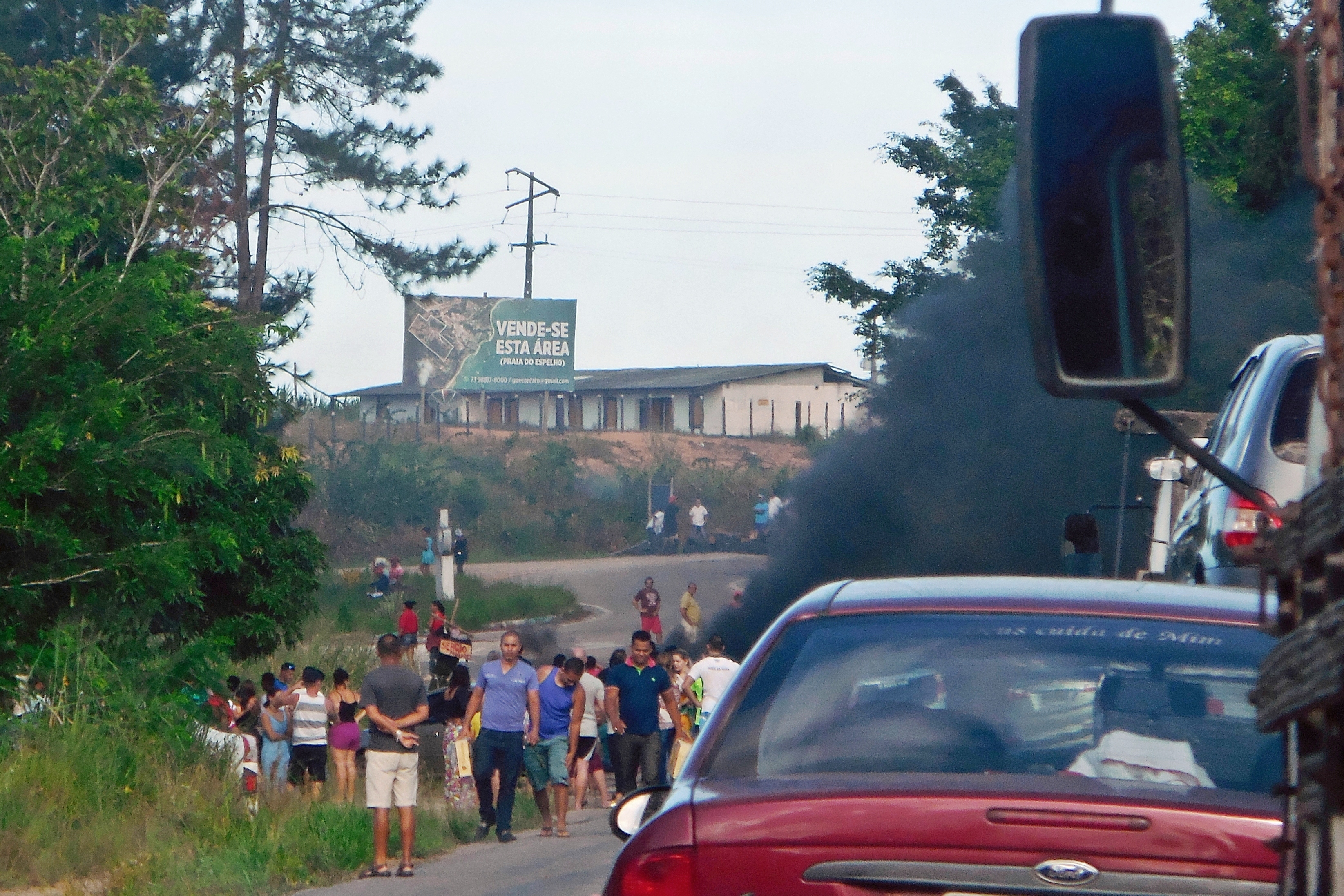
Manifestantes do MST bloqueiam BR-367 em Eunápolis, Bahia, em abril de 2018, em protesto contra a prisão do ex-presidente Lula

Em 2002, o MST ocupou uma das fazendas do então presidente Fernando Henrique Cardoso, no estado de Minas Gerais, em um movimento que foi publicamente condenado por Lula, então opositor ao governo. Os danos incluíram a destruição de um trator de colheita e de mobiliário da fazenda. Além disso, todo o estoque da adega foi furtado. 16 líderes do MST foram julgados por violação de domicílio, furto e cárcere privado.
Em julho de 2003, o recentemente empossado Presidente Lula declarou, a propósito das ações do MST, que "se os objetivos são justos, os métodos usados estão equivocados e há uma radicalização desnecessária". Em 17 de junho de 2005, após uma discussão sobre o que o Presidente considerava uma "radicalização desnecessária", o MST fez a sua Marcha Nacional pela Reforma Agrária, em direção a Brasília.
Em abril de 2006, o MST ocupou uma fazenda da Suzano Papel e Celulose, no estado da Bahia, devido a fazenda ter seis quilômetros quadrados de plantações de eucaliptos, que é também um tipo de árvore não nativa e sua espécie havia sido culpada por desabilitar as terras em que são plantadas, quando em pequena escala. Em 2011, a revista Veja descreveu que atividades como roubo de madeira de eucaliptos, deu informação de uma fonte militar de que 3 000 pessoas ganhavam a vida no sul da Bahia por esse tipo de práticas.

### Ocupação de terras griladas
O presidente da República, Luiz Inácio Lula da Silva, também condenou os atos de vandalismo ocorridos na fazenda da Cutrale. Em 2009 integrantes do MST ocuparam a fazenda de uma transnacional em Santo Henrique, em Borebi, próximo a Iaras, interior de São Paulo, grilada pela Cutrale. Derrubaram mais de 7000 laranjeiras. A mídia noticiou a destruição de 28 tratores, a sabotagem do sistema de irrigação e a depredação da sede da fazenda, o que, entretanto, não foi provado. A justiça brasileira, sem tomar conhecimento de que aquelas terras pertenciam à União, ordenou a pronta desocupação do terreno, e entidades como o INCRA apressaram-se em condenar o ocorrido; a ação foi amplamente criticada pela mídia. O presidente da Federação da Agricultura e Pecuária de São Paulo disse que "a sociedade paulista deve ficar ainda mais atenta aos desdobramentos dessas ações, porque elas comprometem a própria existência da democracia".
A Direção Nacional do MST, em nota publicada, em 9 de outubro, admitiu a ocupação de fazendas que, segundo afirma, têm origem na grilagem de terras públicas, tais como as da Cutrale - empresa que controla 30% da produção mundial de suco de laranja. Desde 2006, a Justiça analisa os títulos de propriedade da Cutrale, visando verificar se as terras são realmente públicas, como sustenta o MST. A nota afirma, ainda, que "não houve depredação nem furto por parte das famílias que ocuparam a fazenda da Cutrale", e que tais "desvios de conduta em ocupações, que não representam a linha do movimento" têm acontecido por infiltração elementos estranhos ao MST, adversários da reforma agrária. A Polícia Civil abriu inquérito. Segundo o delegado Jader Biazon, seriam apurados os crimes de formação de bando ou quadrilha, esbulho possessório, dano e furto qualificado.

### Manifesto contra a política econômica e a política externa
O MST apoiou em 2017 uma marcha contra o fascismo em favor da paz na Venezuela.

### Vigília

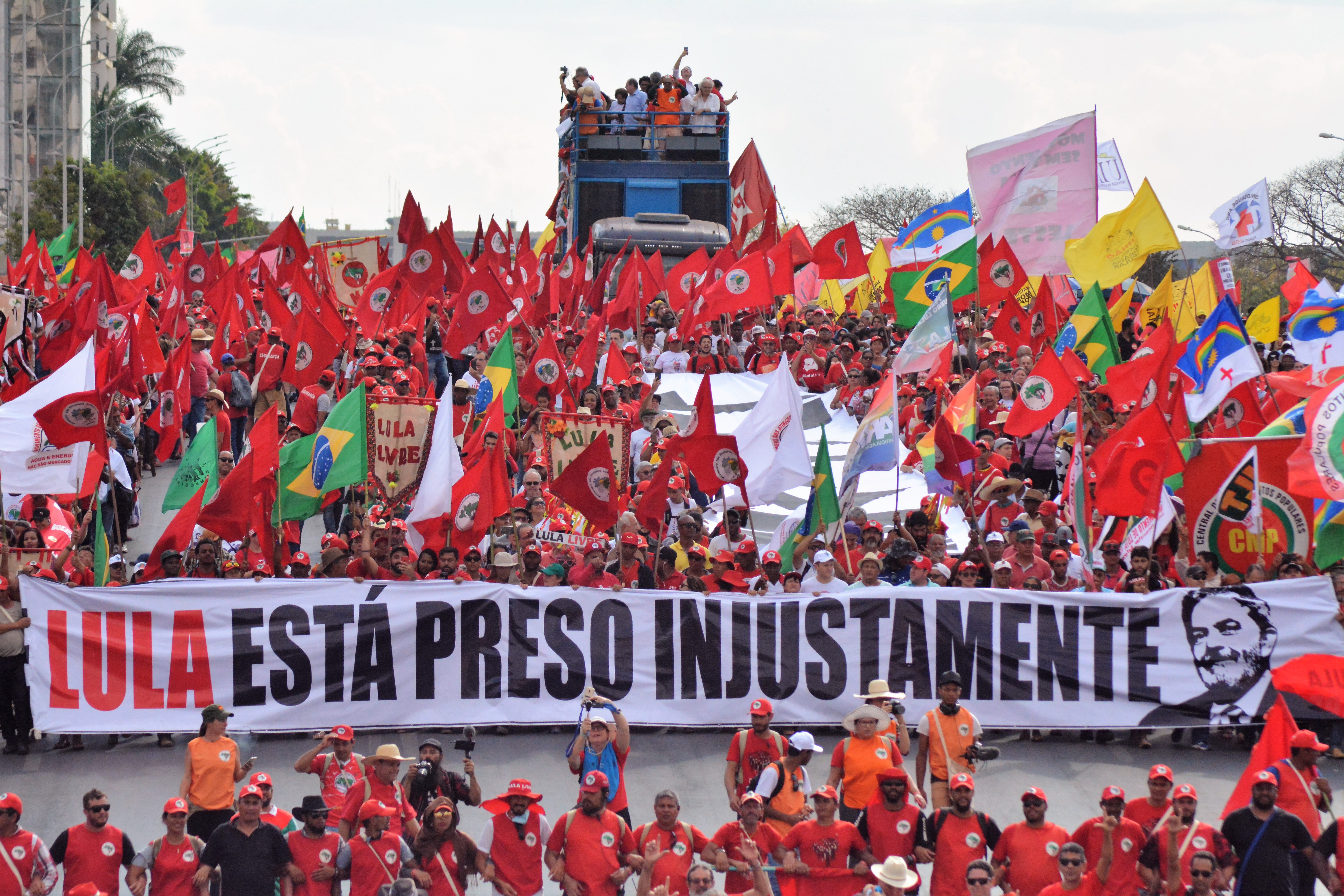
Participação do MST em favor da candidatura de Lula em 2018

O MST participou da organização da Vigília Lula Livre, durante o período em que o ex-presidente Lula ficou preso na sede da Polícia Federal em Curitiba, por 580 dias, entre abril de 2018 e novembro de 2019.
Em 8 de março de 2021, o Supremo Tribunal Federal considerou o ex-juiz Sérgio Moro suspeito e anulou todas as condenações contra o ex-presidente em relação à operação Lava Jato, restituindo seus direitos políticos.

### Crise sanitária
O MST participou de manifestações pedindo o impeachment de Jair Bolsonaro ao longo dos anos de 2020 e 2021, diante da crise sanitária provocada pela pandemia de COVID-19 no Brasil, o atraso na vacinação, a fome, a inflação e o desemprego. A proteção dos povos indígenas, o combate ao racismo e a política ambiental também foram objeto de manifestações.

## Relações com os poderes públicos
Em 2009, o então presidente do Supremo Tribunal Federal, Gilmar Mendes, criticou os repasses de recursos orçamentários que venham a beneficiar o MST, dizendo ser ilegal o financiamento público de movimentos sociais que promovam a ocupação de terras. Segundo o Tribunal de Contas da União, 7,3 milhões de reais do orçamento da educação destinados à Anca (Associação Nacional de Cooperação Agrícola) em 2003 e 2004 foram distribuídos a secretarias regionais do MST em 23 estados. Os advogados da Associação seguem questionando essa decisão na Justiça Federal.[carece de fontes?]
Uma CPMI foi instaurada em 2009 para investigar a realização de repasses de recursos públicos a entidades supostamente ligadas ao MST. A conclusão do relatório da CPMI é que não foram constatados desvios de verba pública pelas entidades investigadas.

## Resultados obtidos

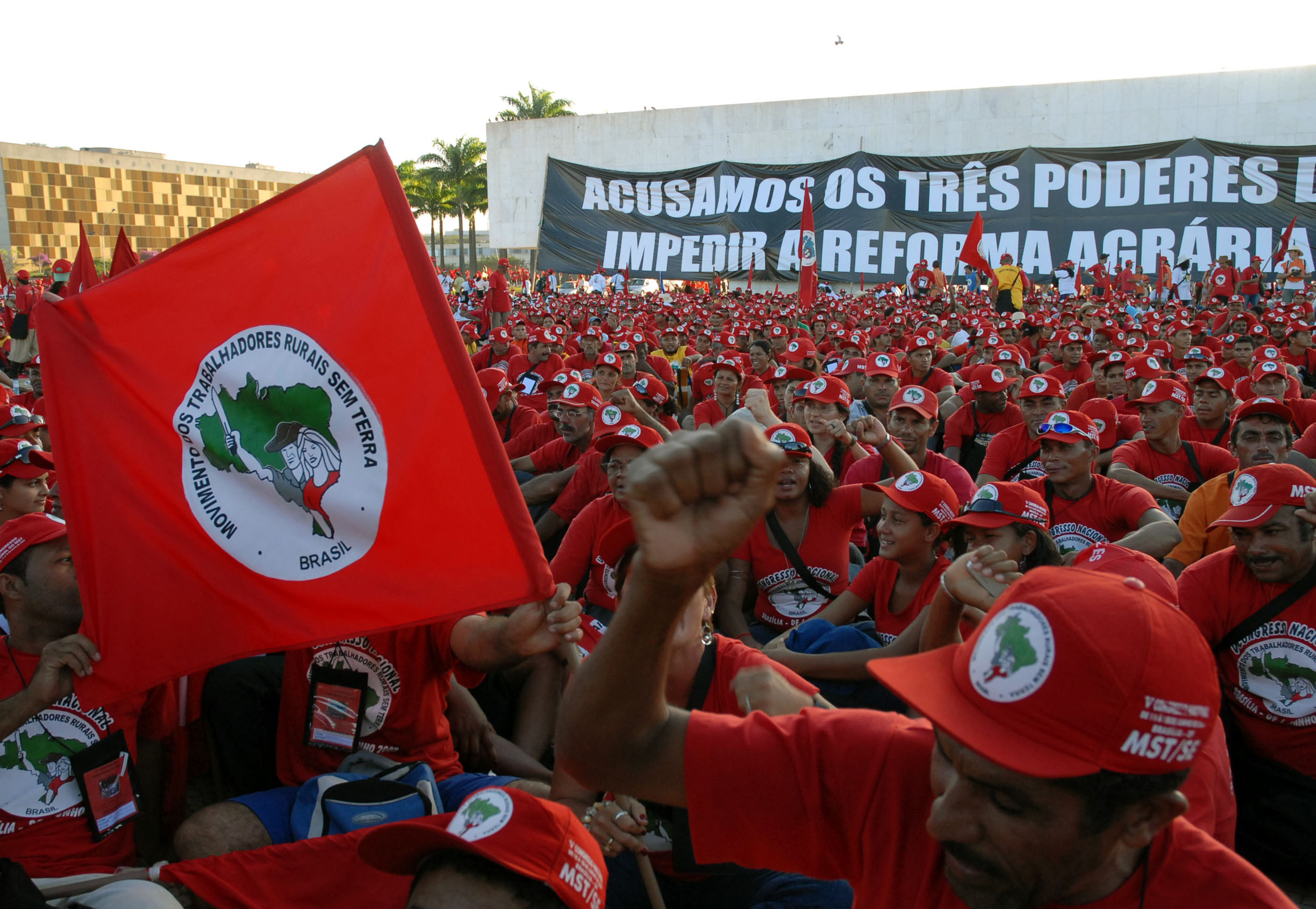
Encerramento do 5º Congresso do MST em Brasília em 2007. Foto: Agência Brasil

A mais conhecida forma de atuação do Movimento, segundo ele próprio, são as ocupações de terra. Áreas, públicas ou privadas, que não estejam cumprindo com sua função social, são reivindicadas para fins de reforma agrária. Outras formas de luta seriam marchas, atos políticos, ocupações de prédios públicos, trancamento de rodovias, entre outros.
O MST mantém também a Escola Nacional Florestan Fernandes (ENFF), sediada em Guararema, a 60 quilômetros de São Paulo, e construída por assentados, em regime de mutirão, usando materiais de construção obtidos in situ - tijolos de solo cimento, fabricados na própria escola. Além de serem mais resistentes, fáceis de assentar e dispensarem reboco, esses tijolos requerem menor uso de energia (são levados para secar ao ar livre) e de outros materiais, como ferro, aço e cimento, gerando uma economia de 30% a 50% em relação a uma edificação tradicional. Organizados em brigadas, os assentados ficavam cerca de 60 dias trabalhando na construção da escola e, nesse período, passavam por cursos de alfabetização e supletivos. Em seguida, retornavam aos seus Estados, dando lugar a uma nova brigada. As obras da ENFF foram iniciadas em 2000. Atualmente a escola ministra cursos em vários níveis, desde a alfabetização até cursos de administração cooperativista, pedagogia da terra, saúde comunitária, planejamento agrícola, técnicas agroindustriais. Os professores da escola geralmente provêm de universidades e escolas técnicas conveniadas. Há também voluntários.
Entre 2012 e 2021, o número de trabalhadores rurais com ensino superior incompleto ou mais, passou de 189,8 mil para 389,8 mil pessoas.

## Educação do MST
A educação passa a ser uma questão para o MST antes mesmo da formação oficial do movimento, em 1984. Com o surgimento de acampamentos no Rio Grande do Sul no fim da década de 1970, especificamente com o acampamento Encruzilhada Natalino, mães passam a se mobilizar em relação à educação dos filhos e a se organizar em relação ao que fazer com as crianças acampadas e excluídas da escolarização formal, pensando em atividades educativas que trabalhassem a situação de luta pela terra vivenciada. Entre os acampados havia a Professora Maria Salete Campigotto, que foi a primeira professora de um assentamento do país. Primeiramente, a mobilização passa a reivindicar o direito a escolas oficiais em acampamentos e assentamentos do MST. Posteriormente, essas discussões envolveram o tipo de educação que seria ofertada às crianças Sem Terra, o que fez com que o movimento criasse um Setor de Educação em 1988 e, por meio de suas experiências, reivindicasse também a direção política e pedagógica das escolas, desenvolvendo uma pedagogia própria, a Pedagogia do MST, coerente com a construção de uma educação de acordo com os princípios do movimento.
Em 1984 foi legalizada a primeira escola de assentamento do MST, localizada no Assentamento Nova Ronda Alta, que teve sua construção autorizada e iniciada em 1982. Em 1986 é oficializada a primeira escola do MST em um acampamento (localizado na Fazenda Annoni, em Sarandi, que contava com aproximadamente mil crianças acampadas), que começa a funcionar debaixo de uma lona preta em três turnos, atendendo 600 alunos do primeiro segmento do ensino fundamental.
Com as demandas e especificidades dos acampamentos, foram instituídas as Escolas Itinerantes, aquelas que podem se deslocar juntamente com os acampamentos, garantindo a escolarização dos sujeitos acampados.
Em 1997, ocorreu em Luziânia (GO) o I Encontro Nacional de Educadores e Educadoras da Reforma Agrária (ENERA), considerado um marco na construção de uma proposta de educação que atendesse as demandas dos camponeses Sem Terra. Nesse encontro, além dos educadores e educadoras do MST discutirem os princípios da educação do MST, criaram as bases para o I Congresso Nacional Por uma Educação Básica do Campo.
No I Congresso Nacional Por uma Educação Básica do Campo, que ocorreu em 1998 na cidade de Luziânia (GO) e foi organizado pela CNBB, UNB, MST, UNESCO e UNICEF, houve a construção da proposta de Educação do Campo em contraposição à educação rural. Nessa perspectiva, o conceito de educação rural representa o histórico modelo de educação ofertado para as áreas rurais, já o conceito de Educação do Campo é uma construção dos próprios movimentos sociais do campo, de um modelo de educação que correspondesse às necessidades e aos interesses dos povos do campo, valorizando suas histórias, saberes e culturas.
Em 16 de abril de 1998, por meio da Portaria Nº. 10/98, o Ministério Extraordinário de Política Fundiária criou o Programa Nacional de Educação na Reforma Agrária (Pronera), o qual foi incorporado ao Instituto Nacional de Colonização e Reforma Agrária (Incra) em 2001. O Programa tem como objetivo apoiar cursos desde a alfabetização até a pós-graduação para promover o desenvolvimento, atendendo jovens e adultos de assentamentos criados ou reconhecidos pelo próprio Instituto, além de comunidades quilombolas e trabalhadores rurais acampados cadastrados. Além disso, atende os beneficiários do Programa Nacional de Crédito Fundiário, bem como busca formar educadores para as escolas do campo no sentido de contribuir para a consolidação da educação do campo, em favor da erradicação do analfabetismo e garantia do direito à educação.
No ano de 2002 aconteceu o II Congresso Nacional Por uma Educação Básica do Campo, no qual foram discutidos os progressos e demandas para a construção de uma Educação do Campo, tendo destaque a mobilização para que a Educação do Campo se tornasse uma política pública.
Em setembro de 2015, ocorreu o II Encontro Nacional de Educadores e Educadoras da Reforma Agrária, em Luziânia (GO), com o objetivo de discutir as atuais questões que envolvem a educação pública brasileira, entre elas o avanço da mercantilização da educação e do processo de fechamento de escolas rurais.
Em 2005, o MST possuía aproximadamente 1 500 escolas de assentamento e acampamento (itinerantes), contando, de acordo com dados de 2002, com 160 mil alunos e 4 mil professores.
Em 2019, mais de 200 mil alunos tinham acesso ao ensino básico nas mais 2 mil escolas públicas construídas em acampamentos e assentamentos, atendendo crianças, adolescentes, jovens e adultos. São desenvolvidos também projetos de alfabetização de adultos, além de cursos técnicos, de nível superior e de pós-graduação, em parcerias com universidades em todo o país, beneficiando cerca de 186 mil pessoas desde a criação do Pronera.
Nos termos do artigo 28 da Lei n. 9 394/96 (Lei de Diretrizes e Bases da Educação Nacional/LDBEN), a Educação Básica deve ser organizada de forma contextualizada com a realidade da população da área rural. O Programa Nacional de Livros Didático para o Campo (PNLD Campo) também determina que a população do campo tem direito a receber materiais específicos.
As escolas nos assentamentos e acampamentos são públicas e mantidas pelos estados ou municípios, não sendo de propriedade do movimento. O conteúdo é guiado pela Base Nacional Comum Curricular (BNCC), na modalidade de educação no campo, na qual são valorizados também conteúdos conectados a própria realidade dos alunos, como agroecologia, alimentação saudável e sem veneno e valores como cooperação, solidariedade e valorização cultural.

## Produção agrícola
Nos últimos anos, tem ganhado espaço na pauta da reforma agrária a produção de alimentos para a cidade, com a incorporação da agroecologia e da agroindústria.
Em 2022, havia 160 cooperativas sob a bandeira do MST produzindo alimentos, sendo estimado que entre 25% e 30% da produção dos assentamentos e acampamentos esteja organizada em cooperativas.
Com a organização das cadeias produtivas, os produtores podem ter mais controle das etapas e agregar valor à produção, gerando mais renda às famílias e trabalho interno. Também é uma forma de comunicação do movimento com o consumidor.
Entre os principais alimentos produzidos pelo MST estão: arroz, feijão, milho, trigo, café, cacau, mel, mandioca, leite, carnes e hortaliças.
Parte da produção é adquirida pelo Programa Nacional de Alimentação Escolar (PNAE) e pelo Programa de Aquisição de Alimentos (PAA).
Em 2020, foram doadas mais de 5 000 toneladas de alimentos e um milhão de marmitas nas periferias urbanas e rurais pelo país com a crise provocada pela pandemia de Covid-19 no Brasil.
Segundo o Instituto Riograndense do Arroz (Irga), o MST é o maior produtor de arroz orgânico do Brasil.
Em 2022, foram produzidas cerca de 15 mil toneladas de arroz orgânico, distribuído aos pontos de venda com a marca Terra Livre, a qual comercializa os vários produtos de 19 cooperativas de assentados.
O cacau produzido no sul da Bahia é cultivado sob o sistema cabruca, quando os pés são plantados no meio da mata, em cerca de 2 600 hectares de produção.
Os produtos do MST são comercializados na rede Armazém do Campo, que conta com 20 lojas físicas e 40 pontos de comercialização no país. A rede comercializa produtos da reforma agrária, produtos orgânicos de cooperativas do MST, além de acessórios do movimento como camisetas e bonés.

## Participação em eleições
Em 2022, pela primeira vez, o MST lançou candidaturas coordenadas pela sua direção nacional, com o intuito de promover a eleição de parlamentares comprometidos com a construção de um projeto popular para o país. O MST apoiou a candidatura do então ex-presidente Lula (PT), da coligação Brasil da Esperança, que venceu as eleições no dia 30 de outubro.
Das 15 candidaturas próprias lançadas, foram eleitos três deputados federais e quatro deputados estaduais.
Foram eleitos os deputados federais: Marcon (PT-RS), João Daniel (PT-SE), Valmir Assunção (PT-BA); e os estaduais: Rosa Amorim (PT-PE), Missias do MST (PT-CE), Marina do MST (PT-RJ) e Adão Pretto (PT-RS).
Nas eleições municipais de 2024, foram eleitos 43 militantes do MST para o cargo de vereador e dois vice-prefeitos, além do prefeito de Passos Maia (SC), Nei Nervis (PT). Nas capitais, foi eleita vereadora Maíra do MST, no Rio de Janeiro.

## Críticas
Muitos são os críticos do MST que consideram que estes assentamentos, dependentes de financiamento governamental, no que seria uma tentativa de preservar artificialmente uma agricultura de minifúndios em regime de produção familiar, economicamente inviável diante das pressões competitivas da globalização, que exigiriam o desenvolvimento do agronegócio. Em resposta, o MST aponta para o fato de que o agronegócio também tem dependido de condições artificialmente favorecidas - fortes subsídios e créditos governamentais - para produzir frequentemente em condições ambientalmente insustentáveis, ecologicamente danosas e socialmente excludentes. Em contrapartida, o movimento ressalta os ganhos políticos e sociais decorrentes da inserção produtiva de seus assentados.
A Escola Nacional Florestan Fernandes, assim como todos os empreendimentos educacionais do MST, tem sido apontada por parte da imprensa como um foco de doutrinação da esquerda revolucionária. Em matéria publicada em 2005 intitulada Madraçais do MST, a revista Veja, ferrenha crítica do movimento, comparou as escolas dos assentamentos do Rio Grande do Sul às madraçais (ou madraças), escolas religiosas islâmicas.

## Prêmios e homenagens
Noam Chomsky, um dos mais importantes intelectuais ativistas da atualidade, discursou, em inúmeras ocasiões, em favor ao MST. Segundo Chomsky, existe uma ligação próxima entre o surgimento de favelas e a desigualdade na distribuição da terra no campo. O pensador ainda disse "acho que o MST é o movimento popular mais importante e estimulante do mundo." durante o seu discurso no Fórum Social Mundial realizado em Porto Alegre em fevereiro de 2003.
Sebastião Salgado, fotógrafo brasileiro reconhecido internacionalmente pela sua arte e pela sua identificação com causas sociais relevantes, organizou em 1997 uma exposição intitulada "Terra" em homenagem à luta do MST. O livro com as fotos da exposição inclui quatro CDs de Chico Buarque de Hollanda. O prefácio do livro é de autoria do prémio Nobel, José Saramago. O livro é dedicado aos milhares de famílias sem terra no Brasil, cuja situação Salgado documentou em 1996. A exposição tomou lugar em 40 países, e 100 cidades brasileiras. A exposição constituiu também o marco inicial das atividades, na Universidade de Nottingham, do presente projeto e website, As Imagens e as Vozes da Despossessão, juntamente com o evento Landless Voices, realizado em setembro de 2001 na Universidade de Nottingham. Em dezembro de 2002, como parte das atividades comemorativas da conclusão do projeto, a Universidade de Évora, em Portugal, conferiu a Sebastião Salgado o título de Doutor Honoris Causa.[carece de fontes?]
Em 2005, o MST foi um dos doze agraciados com a Medalha Chico Mendes de Resistência, prêmio entregue pela ONG brasileira Grupo Tortura Nunca Mais a "todos que se destacam na luta pelos Direitos Humanos e por uma sociedade mais justa".
O Projeto "Terra Livre" foi anunciado no ano de 2006. Trata-se de uma homenagem da produtora independente Kate Cunningham ao Movimento pela midia de documentário, seguindo as vidas de três famílias no estado do Paraná. O filme também tem uma série de entrevistas com estudiosos e políticos. Entre eles destacam-se: João Pedro Stédile; Miguel Rossetto, então Ministro da Reforma Agrária; Roberto Requião, Governador do Estado do Paraná e candidato às eleições presidenciais de 2006 e Rolf Hackbart, presidente do INCRA.
O auditório Franco Montoro da Assembleia Legislativa de São Paulo foi palco de Ato Solene em Homenagem aos 25 anos do Movimento dos Trabalhadores Sem Terra, dia 12 de agosto de 2009.
A Diretoria da Associação de Juízes pela Democracia (AJD) também prestou homenagem ao MST em São Paulo. O magistrado comprometido com transformação social entregou no dia 3 de dezembro de 2009 uma pintura representando a luta de Dom Quixote contra os 'Moinhos da Opressão'. Na atividade, representaram o MST os militantes João Paulo Rodrigues e João Pedro Stédile, de São Paulo, e Joba Alves, de Pernambuco.
No dia 10 de dezembro de 2009, Dia Internacional dos Direitos Humanos, a comissão de Direitos Humanos da Assembleia Legislativa do Estado do Rio de Janeiro ofereceu ao MST o prêmio 'Centenário Dom Hélder Câmara', por sua defesa dos Direitos Humanos e na organização da luta das mulheres pela Reforma Agrária e Soberania Alimentar. A militante Nívia Regina recebeu o prêmio em nome do Movimento. No mesmo dia, o MST também recebeu a 'Medalha de Direitos Humanos Dom Helder' em homenagem na Câmara Municipal na cidade de Olinda, Pernambuco.
O coordenador do MST João Pedro Stedile recebeu a medalha "Mérito Legislativo", que é concedida a personalidades, brasileiras ou estrangeiras, que realizaram ou realizam serviço de relevância para a sociedade. A indicação partiu do deputado federal Brizola Neto (PDT/RJ), líder da bancada do seu partido na Câmara, como uma forma de trazer a reflexão à luta pela terra e o uso que vem sendo feito dela. Para o deputado, a indicação é uma homenagem mais do que merecida. "A medalha será um símbolo para o Congresso Nacional, que tomou essa iniciativa, mesmo com alguns tentando criminalizar as ações do movimento". Ele diz ainda que a contribuição que Stedile deu ao país é a luta que vem travando nesses anos todos pela terra.
Em 2013 recebeu o Prêmio Guernica para a Paz e Reconciliação.
Em 21 de abril de 2015 João Pedro Stedile recebeu a Medalha da Inconfidência do Governador de Minas Gerais, Fernando Pimentel. A premiação foi bastante contestada pelos setores mais conservadores da sociedade brasileira, como os militares e revistas como a Veja.
Em 2021 recebeu o prêmio internacional Esther Busser Memorial Prize, promovido pela Organização Internacional do Trabalho (OIT), por sua atuação na garantia de condições dignas para a população.

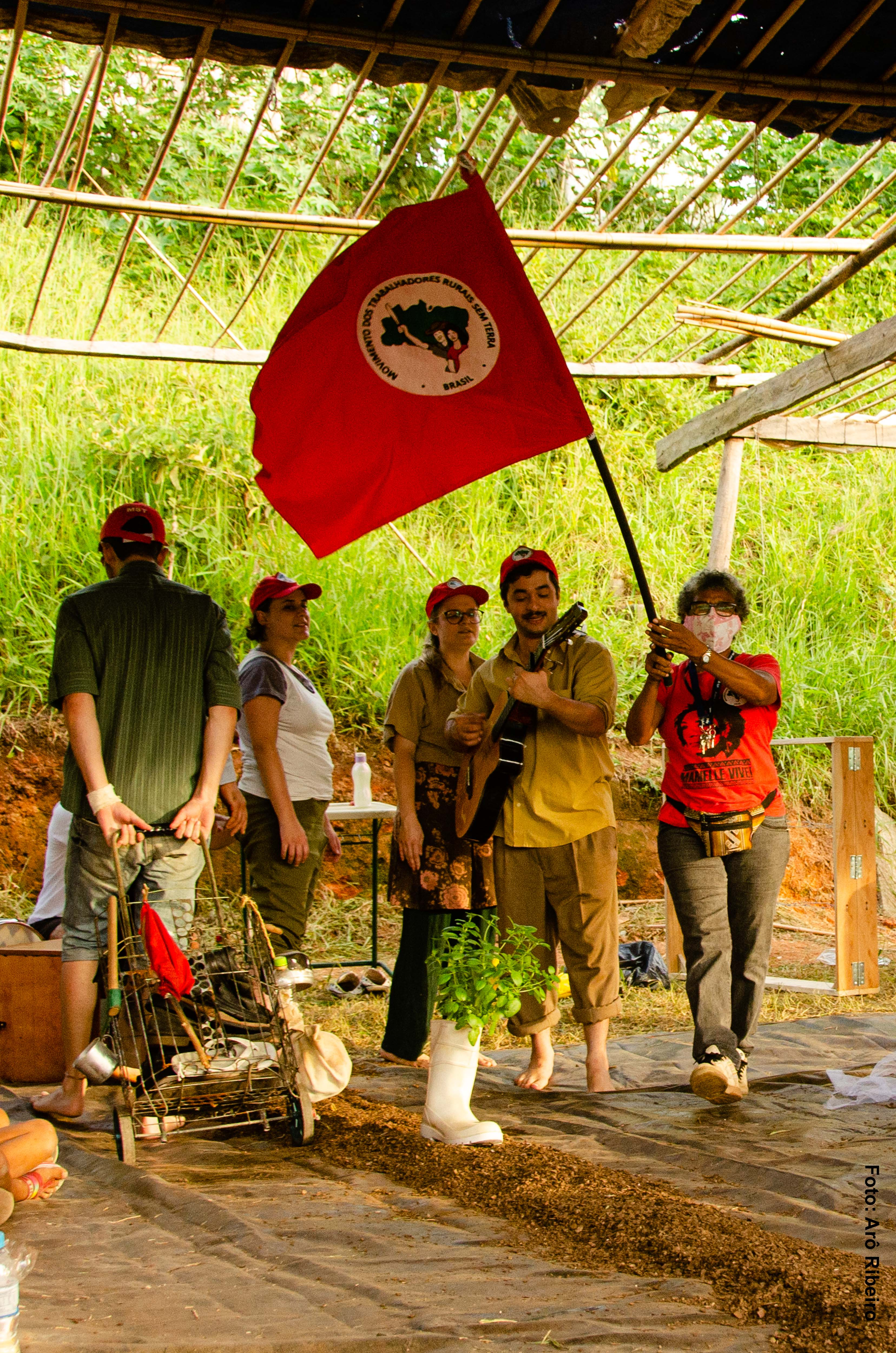
Espetáculo "O chão de dentro é minha terra" da Cia. Los Puercos no Acampamento Mariele, Vive. - Valinhos/SP

Em fevereiro de 2022 a Companhia Los Puercos de teatro estreou, na cidade de São Paulo, o espetáculo denominado "O chão de dentro é minha terra" dirigido por Luiz Campos, que expõe a vida e funcionamento das famílias do Movimento dos Trabalhadores Rurais Sem Terra (MST), bem como suas lutas diárias. O espetáculo além de colaborar para a descriminalização do movimento, perpassa também nas dificuldades do pequeno agricultor brasileiro que necessita da terra para sobrevivência e persiste diariamente para conquistar seu espaço frente as expansões do agronegócio e seus grandes produtores. O espetáculo realizou 2 temporadas na capital paulista, além de percorrer cidades, festivais acampamentos e assentamentos do MST. Conquistaram o prêmio de melhor espetáculo no Festival Nacional de Teatro de Pindamonhangaba.

## Na cultura popular
Desde o início do Movimento dos Trabalhadores Rurais Sem Terra, a organização tem sido retratada em filmes, músicas, televisão, literatura e artes visuais.
Entre dos documentários que abordam o MST estão: A Classe Roceira (1985), Getulina Meu Amor (1994), Raiz Forte (2000), Arquiteto da Violência (2000), 5º Congresso Nacional do MST – Lutar Sempre (2007), Los Sin Tierra – Por los Caminos de América (2007), ENFF: Uma escola em construção (2009), Lutar, construir Reforma Agrária Popular! (2014), Ocupar, Resistir e Produzir! – As feiras do MST (2018), LGBT Sem Terra: o amor faz revolução (2020).
O MST é retratado nos filmes Terra para Rose (1987) e Chão (2019).
O clipe da canção “Pensar em Você”, do cantor e compositor Chico César foi gravado em um acampamento do MST no estado de São Paulo.
Em 2017, foi exibida a websérie “A farsa: ensaio sobre a verdade”, em razão dos 21 anos do Massacre de Eldorado dos Carajás, no estado do Pará, em que foram assassinados 21 trabalhadores Sem Terra.
Em 1996, foi ao ar a novela o O Rei do Gado, a primeira a retratar a vida dos trabalhadores sem terra, abordando o tema da reforma agrária e a luta dos militantes do MST.
Em 1985, os amigos Ademar Bogo e Edgar Koling gravaram uma fita cassete, intitulada Dor e Esperança, com canções que abordavam a necessidade da reforma agrária e os anseios dos jovens camponeses no recém criado Movimento.
Em 1998, foi lançado o CD Arte em Movimento, reunindo músicas compostas por integrantes do MST e cantadas em acampamentos, marchas e invasões, além do o hino do movimento. Participaram do álbum os cantores: Chico César, Cyda Moreira, Vânia Bastos, Beth Carvalho e Lecy Brandão.
Em 2022, estreia o espetáculo teatral O chão de dentro é minha terra, da Companhia Los Puercos que retrata parte da vida do Movimento dos Trabalhadores Rurais Sem Terra (MST).
Os símbolos do MST, como bonés, camisetas e bandeiras, tem sido usados, mesmo por pessoas que não fazem parte do movimento, como forma de demarcar seu apoio à luta do MST e como instrumento de posicionamento e de representatividade política.